# Михал на Острву
Михал на Острву (слч. Michal na Ostrove, мађ. Szentmihályfa) насељено је мјесто са административним статусом сеоске општине (слч. obec) у округу Дунајска Стреда, у Трнавском крају, Словачка Република.

## Становништво
| Година:    | 1994. | 2004.    | 2014.    | 2024.    |
| ---------- | ----- | -------- | -------- | -------- |
| Број људи: | 680   | 827      | 940      | 1119     |
| Разлика:   |       | +21,61 % | +13,66 % | +19,04 % |

| Година:    | 2023. | 2024.   |
| ---------- | ----- | ------- |
| Број људи: | 1104  | 1119    |
| Разлика:   |       | +1,35 % |

Према подацима о броју становника из 2011. године насеље је имало 920 становника.